# 傑列京齊
49°22′9″N 26°36′28″E / 49.36917°N 26.60778°E
赫萊廷齊（烏克蘭語：Гелетинці）是位於烏克蘭西部的村莊，由赫梅利尼茨基州裡赫梅利尼茨基區的近衛軍村市鎮負責管轄。該村面積4.1平方公里，海拔高度288米，2001年人口890，人口密度每平方公里217.1人。